# За женщин России
Общероссийская политическая партия «Народная партия „За женщин России“» — зарегистрированная политическая партия. История партии ведется с учредительного съезда 31 марта 2007 года. Провела утверждение устава и программы партии 22 апреля 2012 года. 14 июня 2019 года Народная партия «За женщин России» ликвидирована.

## Народная партия «За женщин России»

### Результаты выборов
На выборах в ЗАТО г. Фокино в 2013  партия получила 3,1 %
Также партия участвовала на выборах в городскую думу г. Каменск-Уральский.
По результатам единого дня выборов 2013 года партия получила место в парламенте Якутии по одномандатному округу 21. Гульсум Бейсембаева представляла партию в якутском парламенте в 2013-2018 годах, в следующий состав не избрана.
Партия конкурировала с партией Яблоко в Волгоградской области на выборах в региональный парламент 14 сентября 2014 года.

## Ликвидация партии
В мае 2019 года стало известно, что Минюст России направил иск в суд о ликвидации партии в связи с невыполнением требований об обязательном участии в выборах (в течение семи лет с момента регистрации партия должна поучаствовать в ряде выборных компаний).
14 июня 2019 года Народная партия «За женщин России» ликвидирована решением Верховного суда Российской Федерации за недостаточность участия в выборах в течение семи лет.
| Тип выборов                                            | Требуемое участие                | Фактическое участие | Список регионов |
| ------------------------------------------------------ | -------------------------------- | ------------------- | --- |
| Выборы президента России                               | 1                                | 0                   | н/п |
| Выборы в Государственную думу РФ                       | 1                                | 0                   | н/п |
| Выборы на должность глав субъектов РФ                  | 9 (10% от субъектов РФ)          | 2                   | Приморский край, Амурская область |
| Выборы в законодательные собрания субъектов РФ         | 17 (20% от субъектов РФ)         | 8                   | Республика Саха, Республика Северная Осетия - Алания, Чеченская Республика, Краснодарский край, Амурская область, Волгоградская область, Сахалинская область, Свердловская область |
| Выборы в органы местного самоуправления в субъектах РФ | 43 (более половины субъектов РФ) | 14                  | Карачаево-Черкесская Республика, Республика Саха, Республика Северная Осетия - Алания, Краснодарский край, Приморский край, Амурская область, Астраханская область, Волгоградская область, Новосибирская область, Сахалинская область, Свердловская область, Тверская область, Тульская область, город Санкт-Петербург |

## Критика
Эксперт Газеты.Ру Аркадий Любарев отмечает наличие в партии признаков «партии одного вопроса».